# Grupa 77
Grupa 77 je organizacija zemalja u razvoju u okviru Ujedinjenih nacija. Osnovana je 15. juna 1964. godine. Danas je čini 134 zemlje (2013). Cilj organizacije je da prvenstveno manje razvijene zemlje ne ostanu u senci razvijenih, a naročito po pitanju ekonomije i uticaja u organima Ujedinjenih nacija.
Spisak članica:
1. Avganistan
2. Alžir
3. Angola
4. Antigva i Barbuda
5. Argentina
6. Bahami
7. Bahrein
8. Bangladeš
9. Barbados
10. Belize
11. Benin
12. Butan
13. Bolivija
14. Bosna i Hercegovina
15. Bocvana
16. Brazil
17. Brunej
18. Burkina Faso
19. Burundi
20. Kambodža
21. Kamerun
22. Zelenortska ostrva
23. Centralnoafrička Republika
24. Čad
25. Čile
26. Kina
27. Kolumbija
28. Komori
29. Demokratska Republika Kongo
30. Republika Kongo
31. Kostarika
32. Obala Slonovače
33. Kuba
34. Džibuti
35. Dominikana
36. Dominikanska Republika
37. Istočni Timor
38. Ekvador
39. Egipat
40. Ekvatorijalna Gvineja
41. Eritreja
42. Etiopija
43. Fidži
44. Gabon
45. Gambija
46. Gana
47. Grenada
48. Gvatemala
49. Gvineja
50. Gvineja Bisao
51. Gijana
52. Haiti
53. Honduras
54. Indija
55. Indonezija
56. Iran
57. Irak
58. Jamajka
59. Jordan
60. Kenija
61. Kuvajt
62. Laos
63. Liban
64. Lesoto
65. Liberija
66. Libija
67. Madagaskar
68. Malavi
69. Malezija
70. Maldivi
71. Mali
72. Maršalska Ostrva
73. Mauritanija
74. Mauricijus
75. Savezne Države Mikronezije
76. Mongolija
77. Maroko
78. Mozambik
79. Mjanmar
80. Namibija
81. Nepal
82. Nikaragva
83. Niger
84. Nigerija
85. Severna Koreja
86. Oman
87. Pakistan
88. Palestina
89. Panama
90. Papua Nova Gvineja
91. Paragvaj
92. Peru
93. Filipini
94. Katar
95. Ruanda
96. Sent Kits i Nevis
97. Sveta Lucija
98. Sveti Vinsent i Grenadini
99. Salvador
100. Samoa
101. Sao Tome i Principe
102. Saudijska Arabija
103. Senegal
104. Sejšeli
105. Sijera Leone
106. Singapur
107. Solomonova Ostrva
108. Somalija
109. Južnoafrička Republika
110. Šri Lanka
111. Sudan
112. Surinam
113. Svazilend
114. Sirija
115. Tanzanija
116. Tajland
117. Togo
118. Tonga
119. Trinidad i Tobago
120. Tunis
121. Turkmenistan
122. Uganda
123. Ujedinjeni Arapski Emirati
124. Urugvaj
125. Vanuatu
126. Venecuela
127. Vijetnam
128. Jemen
129. Zambija
130. Zimbabve

1. ↑  „The Member States of the Group of 77”. The Group of 77 at the United Nations. Архивирано из оригинала 07. 01. 2019. г. Приступљено 08. 01. 2019.